# Giuseppe Rocca (Instrumentenbauer)
Giuseppe Rocca, auch Giuseppe Antonio Rocca (* 27. April 1807 in Barbaresco; † 27. Januar 1865 in San Francesco d’Albaro/Genua) war ein italienischer Geigenbauer des 19. Jahrhunderts.

## Leben und Wirken
Giuseppe Rocca war der Sohn des Bauern Giovanni Battista Rocca und seiner Frau Maria Teresa. Er verbrachte seine Jugend überwiegend in der Nähe von Alba, der Heimat seines Vaters. Nach seiner Ausbildung diente er beim Militär, heiratete bald darauf und übte ab 1828 zunächst den Beruf des Bäckers aus.
Nach dem Tod seiner ersten Frau im Jahr 1834 übersiedelte Rocca nach Turin. Wie es dazu kam, dass er eine Lehre in der Werkstatt des Geigenbauers Giovanni Francesco Pressenda absolvierte, ist nicht bekannt. 1837 war er in Turin als Instrumentenbauer in eigener Werkstatt tätig, seine frühen Instrumente waren überwiegend vom Stil Pressendas beeinflusst.
Rocca lernte etwa 1842/1843 den Instrumentenhändler Luigi Tarisio kennen. Dieser war im Besitz einer Geige von Guarneri del Gesù aus dem Jahr 1742 (heute „Alard“ genannt), und einer Geige von Antonio Stradivari aus dem Jahr 1716 (heute als „Messiah“ bekannt). Rocca fertigte Kopien dieser Geigen an und arbeitete seine Instrumente seitdem bevorzugt nach diesen beiden Modellen.
Ab 1851 lebte und arbeitete er in Genua, aber auch zeitweise in Turin, und präsentierte seine Instrumente bei verschiedenen Ausstellungen, darunter in Paris (1855).
Seine Arbeit war qualitativ konsistent in der Herstellung von Violinen, Bratschen, Celli, Kontrabässen und Gitarren. In den letzten Jahren seines Schaffens variierte die Qualität seiner Instrumente, da er teilweise weniger hochwertiges Holz und Lack verwendete.
Roccas Leben war geprägt von finanziellen Schwierigkeiten und Krankheiten. Er wurde 1865 tot in einem Brunnen aufgefunden. Die Polizei ging davon aus, dass es sich ursächlich um einen Unfall handelte.

## Privates
Rocca war fünf Mal verheiratet. Seine erste Ehefrau Anna Maria Calizzano starb 1834. In zweiter Ehe heiratete er Caterina Barone († 1842) und in dritter Ehe Giuseppina Quarelli († 1850), mit der er drei Kinder hatte, darunter der Geigenbauer Enrico Rocca (1847–1915). Nach dem Tod seiner vierten Ehefrau heiratete er im Jahr 1856 Filomena DeFranchi.